# Den norske modstandsbevægelse
Den norske modstandsbevægelse, eller blot Modstandsbevægelsen (norsk: Motstandsbevegelsen) er betegnelsen for diverse grupperinger og organisationer, som førte aktiv og passiv modstand mod den tyske besættelse af Norge under 2 verdenskrig. Et mere omfattende begreb er "Hjemmefronten".

## Aktiviteter
I årene forud for krigsudbruddet var den kommunistiske Wollweber-organisationen godt organiseret blandt norske sømænd. Den unge sømand og Spaniens-frivillige Asbjørn Sunde organiserede fra 1940 til 1944 den såkaldte Osvaldgruppen, der gennemførte mere end 200 sabotage-aktioner i Norge. Nogle af disse havde stor betydning for okkupationen, eksempelvis sprængningen af kartotekerne for den frivillige arbejdstjeneste, og en række af aktionerne blev udført på opfordring fra Hjemmefronten, eller af de regeringsloyale politifolk, der i Oslo indgik i Politigruppen.
Den første kim til en ikke-kommunistisk modstandsbevægelse kom i løbet af sommeren og efteråret 1940. I løbet af 1941 blev den militære modstand organiseret i Milorg, mens den civile modstand blev organiseret i Sivorg. I sommeren 1941 godkendte regeringen Nygaardsvold i London Milorg som en del af det norske forsvar. Kommunisterne havde deres egne modstandsgrupper. Disse fik ingen støtte fra regeringen i London, og blev kraftigt modarbejdet, fordi regeringen ikke ønskede en aktiv voldelig modstand i Norge – af frygt for repressalier mod civilbefolkningen.
Som tiden gik, blev bevægelsen bedre organiseret, og fik forsyninger fra Storbritannien. Tanken var, at tyske styrker skulle blive i Norge, så de ikke var tilstedeværende på andre fronter. Britiske raids på Norges kyst gav indtryk af en forestående invasion. Der befandt sig 380.000 tyske soldater i Norge. De aller fleste blev mod slutningen af krigen, trukket ud af Norge, uden hjælp fra modstandsbevægelsen. I stedet blev der overført tyske afdelinger til Norge, som bestod af soldater, der var ældre, eller som ikke var tyske.
Modstandsbevægelsen udførte næsten ingen sabotagehandlinger for at hindre tyskernes operationer, og den blev heller ikke sat til rådighed for at kæmpe i fuld skala. I stedet blev grupperinger brugt for at rapportere om tyskernes handlinger i Norge. Særligt gjaldt dette handlinger, som var relateret til tyske slagskibe som Bismarck og Tirpitz. Mange mener, at modstandsbevægelsen var central i for eksempel Vemork-aktionen – Hvilket den dog ikke var, da det var en britisk operation.
Tyskerne forsøgte at nedgøre modstandsbevægelsen ved, at omtale medlemmerne som "terrorister". En del modstandsfolk blev fængslet, og nogle få blev tortureret eller henrettet som straf eller gengældelse. Vesttyskland vedgik indirekte at denne behandling af norske modstandsfolk var et brud på folkeretten, da Vesttyskland i 1959 udbetalte erstatninger til tidligere overlevende fanger eller efterladte modstandsfolk.

## Kendte modstandsgrupper (aktiv modstand)
- Oslogjengen
- Aks.13.000
- Osvald-gruppen
- Ida og Lyra
- Politigruppen (i Oslo-politiet)